# Мартыново (Белозерский район)
Мартыново — деревня в Белозерском районе Вологодской области.
Входит в состав Шольского сельского поселения, с точки зрения административно-территориального деления — в Шольский сельсовет.
Расстояние по автодороге до районного центра Белозерска составляет 125 км, до центра муниципального образования села Зубово — 22 км. Ближайшие населённые пункты — Линяково, Мишино, Молино, Нижний Двор, Поповка.
Население по данным переписи 2002 года — 3 человека.